# 特雷甘
特雷甘（法語：Trégunc，法語發音：[tʁeɡœ̃]）是法国菲尼斯泰尔省的一个市镇，属于坎佩尔区。

## 地名
该地名“Trégunc”发音为[tʁeɡœ̃]，字母“c”不发音，《世界地名翻译大辞典》与《世界地名译名词典》将其误译作“特雷甘克”。

## 地理
特雷甘（47°51'21"N, 3°51'7"W）面积50.61 平方千米，位于法国布列塔尼大區菲尼斯泰尔省，该省份为法国最西部的省份，位于布列塔尼半岛西部，北西南三面环大西洋，东临阿摩尔滨海省和莫尔比昂省。
与特雷甘接壤的市镇（或旧市镇、城区）包括：梅尔旺、孔卡諾、内韦、蓬塔旺。
特雷甘的时区为UTC+01:00、UTC+02:00（夏令时）。

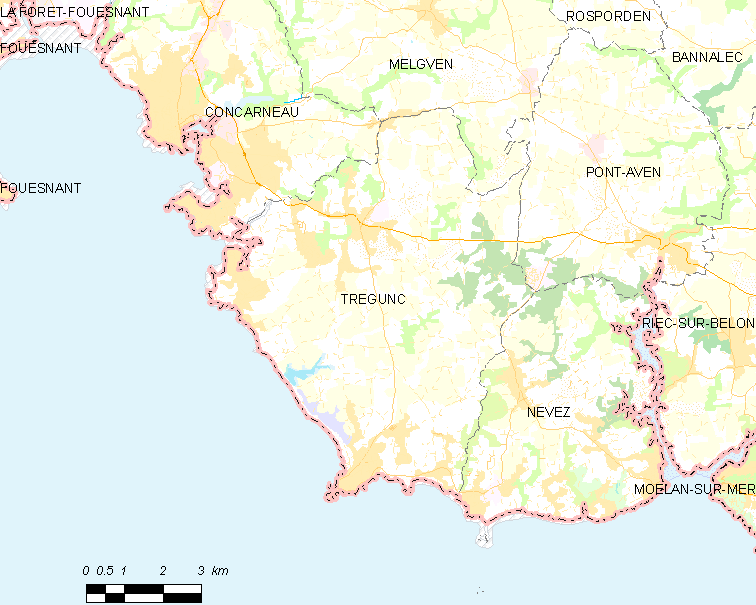
特雷甘的OSM定位图

## 行政
特雷甘的邮政编码为29910，INSEE市镇编码为29293。

## 政治
特雷甘所属的省级选区为滨海莫埃朗县。

## 人口

1962-2008年间特雷甘人口变化图示

特雷甘于2022年1月1日时的人口数量为7094人。